# 皮亚斯科
皮亚斯科（Module:Lang第1520行Lua错误：attempt to call method 'gsub' (a nil value)），是意大利库内奥省的一个市镇。总面积10.58平方公里，人口2847人，人口密度269.1人/平方公里（2009年）。ISTAT代码为004166。